# Prix Altadis
Le prix Altadis d'arts plastiques a été créé en l'an 2000 par la société Altadis.

## Historique
Avec ce prix, Altadis choisit d'accompagner chaque année six artistes travaillant en France ou en Espagne, sans critère d'âge ni de nationalité. Le prix est finalement décerné, par un jury de professionnels, au terme de trois expositions qui se dérouleront tout au long d'un semestre.
Les artistes sont choisis à l'issue d'une présélection faite par un critique d'art français de 10 artistes travaillant en Espagne et, par un critique espagnol, de 10 artistes travaillant en France. 

## 2000/2001
| Lauréats français - Valérie Belin - Denis Darzacq - Agnès Thurnauer | Lauréats espagnols - Helena Cabello & Ana Carceller - Laura Torrado - Juan Ugalde |

## 2001/2002
| Lauréats français - Éric Aupol - Corinne Mercadier - Gabrielle Wambaugh | Lauréats espagnols - María Bleda et José María Rosa - Florentino Díaz - Felicidad Moreno |

## 2002/2003
| Lauréats français - Ryuta Amae - Olivier Leroi - Bruno Serralongue | Lauréats espagnols - Pilar Albarracín - Jon Mikel Euba - Adrià Julià |

## Prix Altadis2003/2004
| Lauréats français - Stephen Dean - Bruno Perramant - Fabien Rigobert | Lauréats espagnols - Mateo Maté - Mabel Palacín - Sergio Prego |

## Prix Altadis2004/2005

### Déroulement
Le Palais de Tokyo, partenaire de l'événement en 2005, a exposé pendant la FIAC, les œuvres des 20 artistes présélectionnés avant que celles-ci soient accueillies en mars 2005 à la galerie Lelong à Paris, puis en juin, à Madrid. 
Le 20 octobre 2005, le jury a sélectionné les six lauréats.

### Lauréats
| Lauréats français - François Curlet - Marie Péjus & Christophe Berdaguer - Hugues Reip | Lauréats espagnols - Ibon Aranberri - Cristina Lucas - Jordi Ribes |

## Prix Altadis2005/2006
| Lauréats français - Laurent Grasso - Guillaume Leblon - Petra Mrzyk & Jean-François Moriceau | Lauréats espagnols - Lara Almarcegui - Elena Blasco - Manu Muniategiandikoetxea |

## Prix Altadis2006/2007

### Déroulement
Pour 2006-07, les commissaires sont Mariano Navarro pour l'Espagne et Caroline Bourgeois pour la France. Les vingt artistes présélectionnés ont été exposés au MK2 Bibliothèque en octobre 2006. Après réunion du jury le 26 octobre 2006, outre les lauréats, deux mentions spéciales du jury ont été accordées à Angelika Markul et Ruben Ramos Balsa. Ils exposent à Cosmic Galerie en mars-avril 2007.

### Lauréats
| Lauréats français - Abraham Cruzvillegas - Sophie Dubosc - Florentine & Alexandre Lamarche-Ovize | Lauréats espagnols - Manu Arregui - Miki Leal - Juan Lopez |